# Ungern i olympiska sommarspelen 1960
Ungern deltog med 184 deltagare vid de olympiska sommarspelen 1960 i Rom. Totalt vann de sex guldmedaljer, åtta silvermedaljer och sju bronsmedaljer.

## Medaljer

### Guld
- Gyula Török - Boxning, flugvikt.
- Rudolf Kárpáti - Fäktning, sabel.
- Tamás Mendelényi, Rudolf Kárpáti, Pál Kovács, Zoltán Horváth, Gábor Delneky och Aladár Gerevich - Fäktning, sabel.
- János Parti - Kanotsport, C-1 1000 meter.
- Ferenc Németh - Modern femkamp.
- Ferenc Németh, Imre Nagy och András Balczó - Modern femkamp.

### Silver
- Imre Polyák - Brottning, grekisk-romersk stil, fjädervikt.
- Gyula Zsivótzky - Friidrott, släggkastning.
- Zoltán Horváth - Fäktning, sabel.
- Györgyi Szekely-Marvalics, Ildikó Újlaky-Rejtő, Magdolna Nyari-Kovacs, Katalin Juhasz-Nagy och Lidia Dömölki-Sakovics - Fäktning, florett.
- Imre Szöllösi - Kanotsport, K-1 1000 meter.
- András Szente och György Mészáros - Kanotsport, K-2 1000 meter.
- Imre Szöllösi, Imre Kemeczei, András Szente och György Mészáros - Kanotsport, K-1 4x500 meter.
- Imre Nagy - Modern femkamp.

### Brons
- Flórián Albert, Jenő Dálnoki, Zoltán Dudás, János Dunai, Lajos Faragó, János Göröcs, Ferenc Kovács, Dezső Novák, Pál Orosz, László Pál, Tibor Pál, Gyula Rákosi, Imre Sátori, Ernő Solymosi, Gábor Török, Pál Várhidi och Oszkár Vilezsál - Fotboll.
- István Rózsavölgyi - Friidrott, 1 500 m.
- Gergely Kulcsár - Friidrott, spjutkastning.
- Imre Farkas och András Törő - Kanotsport, C-2 1000 meter.
- Klára Fried-Bánfalvi och Vilma Egresi - Kanotsport, K-2 500 meter.
- Győző Veres - Tyngdlyftning, 75 kg.
- András Bodnár, Ottó Boros, Zoltán Dömötör, László Felkai, Dezső Gyarmati, István Hevesi, László Jeney, Tivadar Kanizsa, György Kárpáti, András Katona, János Konrád, Kálmán Markovits, Mihály Mayer och Péter Rusorán - Vattenpolo.